# Mac App Store
Mac App Store är en Internet-baserad affär för nedladdning av dataprogram, så kallade applikationer, för Mac OS 10.6.6 eller senare utvecklad av Apple. Den lanserades i samband med "Back to the Mac"-eventet som hölls i San Francisco den 20 oktober 2010. Bara efter 24 timmar hade användare av Mac OS X laddat ner mer än en miljon applikationer.
I likhet med App Store i IOS är Mac App Store kontrollerad av Apple. Ansökan måste godkännas av Apple innan de blir tillgängliga på butiken. 

## Regler
Otillåtna typer av applikationer är:
- Programvara som ändrar de inhemska elementen i användargränssnittet eller beteenden hos Mac OS X.
- Programvara som inte överensstämmer med Apple Macintosh Human Interface-riktlinjer.
- Programvara som är liknande i utseende eller funktion till aktuella Apple-produkter (till exempel Mac App Store, Finder, Itunes, Ichat, etc).
- Programvara som liknar annan programvara som redan är släppt i Mac App Store. (till exempel Adobe Illustrator och CorelDraw, Photoshop Lightroom och Aperture, Cinema 4D och 3D-Max, etc.)
- Programvara som innehåller eller visar pornografiskt material.
- Programvara som är en komponent eller installerar komponenter (kernel extensions, webbläsar-plugins, Quicktime-komponenter, etc).
- Programvara som erbjuder innehåll eller tjänster som löper ut.
- Programvara som inte fungerar på den aktuella versionen av Mac OS X.
- Betaversioner, demoversioner och testversioner av program.
- Programvara som refererar varumärken om utvecklaren inte har uttryckligt tillstånd att använda.
- Programvara som licensieras endast under GPL (eftersom användarvillkoren i App Store inför ytterligare restriktioner mot GPL)
- Applikationer som använder föråldrad eller alternativt installerad teknik. Exempel ges:
  - Java
  - PowerPC kod som kräver Rosetta

## Förfalskade applikationer
Inte långt efter den oberoende spelutvecklaren Wolfire Games placerade sitt spel Lugaru på Mac App Store, som Lugaru HD för 95 kronor, märkte utvecklaren att en förfalskad kopia av deras spel även såldes på App Store för 7 kronor. Utvecklaren kontaktade Apple den 31 januari 2011, och den 10 februari 2011, var det förfalskade exemplaret av spelet borta från App Store. Ett antal nyhetssidor har haft stor uppståndelse att rapportera för alla de applikationer Apple har i Mac App Store bör en förfalskad kopia av en befintlig applikation inte ha klarat sig genom processen då Apple kollar alla applikationer, och de antal dagar det var sedan utvecklaren hade förvarnat Apple om den förfalskade programvaran är oroande för andra utvecklare.

## Lanseringen
Mac App Store lanserades med över 1000 applikationer den 6 januari 2011 i samband med den nya uppdateringen till Mac OS (10.6.6), inklusive Apples eget IWork '09, Ilife '11, Aperture och tredjepartsapplikationer kända från IOS, som Angry Birds, Flight Control, Gravilux och Twitter. De flesta av de applikationerna tillhörde spelkategorin, som hade nästan tre gånger så många program den näst största kategorin Verktyg. Det vanligaste prisläget i USA var $20–50 dollar. Angry Birds, ett populärt spel på IOS App Store, låg etta på topplistan över nedladdningar den första dagen.